# Championnat d'Irlande de football 2010
Navigation
Édition précédente Édition suivante
La saison 2010 du Championnat d'Irlande de football est la 90e saison du championnat, la quatrième dans sa nouvelle formule. Ce championnat se compose de trois divisions, la Premier Division, le plus haut niveau, la First Division, l’équivalent d’une deuxième division et le A Championship, qui est le dernier niveau national.
Après deux titres de champion consécutifs, le Bohemian Football Club doit s'effacer devant les Shamrock Rovers qui remportent leur seizième championnat, seize ans après leur dernier titre. Les Bohemians terminent à la deuxième place avec le même nombre de points que les vainqueurs, battus seulement à la différence de but. Sligo Rovers prend la troisième place.

## Les changements depuis la saison précédente

### Promotions et relégations
Le Sporting Fingal Football Club et University College Dublin Association Football Club montent en Premier Division. 
Derry City Football Club est relégué alors que Bray Wanderers Association Football Club est repêché après le forfait de Cork City.

## Les 22 clubs participants
| \| Dublin: · Premier Div.: · Bohemian · Shamrock · St Pat's · Fingal · UCD · First Div.: · Shelbourne FC Dublin Drogheda United Dundalk FC Galway United Sligo Rovers Bray Wanderers Athlone Town Cork City FORAS Co-op Derry City FC Finn Harps Limerick FC Longford Town Mervue United Monaghan United Salthill Devon Waterford United Wexford Youths FC \| Localisation des clubs engagés dans le championnat. |
| Dublin: · Premier Div.: · Bohemian · Shamrock · St Pat's · Fingal · UCD · First Div.: · Shelbourne FC Dublin Drogheda United Dundalk FC Galway United Sligo Rovers Bray Wanderers Athlone Town Cork City FORAS Co-op Derry City FC Finn Harps Limerick FC Longford Town Mervue United Monaghan United Salthill Devon Waterford United Wexford Youths FC                                                           |

### Premier Division
| Équipe                                              | Ville    | Manager         | Stade            | Capacité | Fondation |
| --------------------------------------------------- | -------- | --------------- | ---------------- | -------- | --------- |
| Bohemian Football Club                              | Dublin   | Pat Fenlon      | Dalymount Park   | 7,955    | 1890      |
| Bray Wanderers Association Football Club            | Bray     | Eddie Gormley   | Carlisle Grounds | 3,250    | 1942      |
| Drogheda United Football Club                       | Drogheda | Alan Mathews    | United Park      | 2,000    | 1975      |
| Dundalk Football Club                               | Dundalk  | Ian Foster      | Oriel Park       | 6,000    | 1903      |
| Galway United Football Club                         | Galway   | Sean Connor     | Terryland Park   | 5,000    | 1937      |
| Shamrock Rovers Football Club                       | Dublin   | Michael O'Neill | Tallaght Stadium | 5,700    | 1901      |
| Sligo Rovers Football Club                          | Sligo    | Paul Cook       | The Showgrounds  | 5,500    | 1928      |
| Sporting Fingal Football Club                       | Dublin   | Liam Buckley    | Morton Stadium   | 4,000    | 2007      |
| St. Patrick's Athletic Football Club                | Dublin   | Pete Mahon      | Richmond Park    | 5,340    | 1929      |
| University College Dublin Association Football Club | Dublin   | Martin Russell  | UCD Bowl         | 3,000    | 1895      |

### First Division
| Équipe                         | Ville      | Manager           | Stade               | Capacité | Fondation |
| ------------------------------ | ---------- | ----------------- | ------------------- | -------- | --------- |
| Athlone Town Football Club     | Athlone    | Brendan Place     | Lissywoolen Stadium | 5,000    | 1887      |
| Cork City FORAS Co-op          | Cork       | Tommy Dunne       | Turner's Cross      | 7,485    | 2010      |
| Derry City Football Club       | Derry      | Steven Kenny      | Brandywell          | 8,200    | 1928      |
| Finn Harps Football Club       | Ballybofey | James Gallagher   | Finn Park           | 7,500    | 1954      |
| Limerick Football Club         | Limerick   | Pat Scully        | Jackman Park        | 3,000    | 2007      |
| Longford Town Football Club    | Longford   | Gareth Cronin     | Flancare Park       | 6,850    | 1924      |
| Mervue United Football Club    | Galway     | Tom French        | Terryland Park      | 6,500    | 1960      |
| Monaghan United Football Club  | Monaghan   | Mick Cooke        | Century Homes Park  | 3,000    | 1979      |
| Salthill Devon Football Club   | Galway     | Emlyn Long        | Drom                | 2,000    | 1977      |
| Shelbourne Football Club       | Dublin     | Dermot Keely      | Tolka Park          | 9,680    | 1895      |
| Waterford United Football Club | Waterford  | Stephen Henderson | RSC                 | 3,100    | 1930      |
| Wexford Youths Football Club   | Crossabeg  | Noel O'Connor     | Ferrycarraig Park   | 2,500    | 2007      |

## Compétition

### La pré-saison
- Les clubs participants à cette saison 2010 sont confirmés le 15 février à l'issue du processus d'inscription et de validation des licences, à l'exception de Cork City. La décision de valider l'inscription du club a été mise en attente par une décision de justice en raison d'importantes difficultés financières. Un calendrier provisoire est ainsi édité le 17 février, soit 2 semaines avant le début de la saison. Cette liste controversée comprenant le club de Cork City. La licence leur est finalement refusée le 22 février et ils sont mis en faillite par la Cour Suprême le jour suivant. Les supporters du club décident alors de recréer le club grâce notamment au sponsor FORAS, le nommant Cork City FORAS Co-op qui redémarrera en first division. Bray Wanderers est repéché en Premier Division en remplacement.
- Airtricity devient le nouveau sponsor de la Ligue Irlandaise de football le 26 février 2010.
- La Ligue annonce que le vainqueur du Championnat remportera la somme de 911 000 euros.

### Les moments forts de la saison
- La saison s'ouvre le 5 mars 2010 avec un duel entre le tenant du titre, le Bohemians FC et le Sporting Fingal qui s'achève sur la victoire du champion 1 à 0. Le promu l'UCD surprend en s'imposant 3 à 0 à Drogheda (grâce notamment à un doublé de Ciaran Kilduff).
- À l'issue du second match, un premier groupe de deux équipes se détache en tête: Les Bohemians vainqueurs à l'UCD grâce à deux buts marqués en 1 minute (81e et 82e), et l'équipe de St. Patrick's qui réalise la belle performance du week-end en s'imposant chez le deuxième de la saison passée : Shamrock. Dundalk réussit à remonter un retard de deux buts contre Drogheda pour arracher le point du nul.
- St Pat's et les Bohemians confirment la domination qu'ils exercent sur la premier division. St Patrick's bat lourdement l'UCD 3à0 grâce notamment à un doublé de Ryan Guy en fin de match (87e et 89e minute), alors que dans le même temps, les Bohemians réussissent à s'imposer (après avoir pourtant été menés 2-1 jusqu'à la 86e minute) 4 buts à 2 à Drogheda qui termine le match à 9 à la suite des expulsions de Kendrick et Flood. Fingal domine largement Bray qui confirme toutes ses difficultés.

## Premier Division

### Classement
| Rang | Équipe                    | Pts | J  | G  | N  | P  | Bp | Bc | Diff |
| ---- | ------------------------- | --- | -- | -- | -- | -- | -- | -- | ---- |
| 1    | Shamrock Rovers           | 67  | 36 | 19 | 10 | 7  | 57 | 34 | +23  |
| 2    | Bohemian FC T             | 67  | 36 | 19 | 10 | 7  | 50 | 29 | +21  |
| 3    | Sligo Rovers CL           | 63  | 36 | 17 | 12 | 7  | 61 | 36 | +25  |
| 4    | Sporting Fingal FC P      | 62  | 36 | 16 | 14 | 6  | 62 | 38 | +24  |
| 5    | St. Patrick's Athletic FC | 57  | 36 | 16 | 9  | 11 | 55 | 33 | +22  |
| 6    | Dundalk FC                | 48  | 36 | 14 | 6  | 16 | 46 | 50 | -4   |
| 7    | UCD P                     | 41  | 36 | 11 | 8  | 17 | 47 | 54 | -7   |
| 8    | Galway United             | 38  | 36 | 9  | 11 | 16 | 38 | 59 | -21  |
| 9    | Bray Wanderers            | 27  | 36 | 6  | 9  | 21 | 35 | 72 | -37  |
| 10   | Drogheda United           | 21  | 36 | 4  | 9  | 23 | 30 | 74 | -44  |

| Légende : Qualifications et relégations | Légende : Qualifications et relégations                                   |
| --------------------------------------- | ------------------------------------------------------------------------- |
|                                         | Ligue des Champions 2011-2012, deuxième tour de qualification             |
|                                         | Ligue Europa 2011-2012, troisième tour de qualification                   |
|                                         | Ligue Europa 2011-2012, deuxième tour de qualification                    |
|                                         | Ligue Europa 2011-2012, premier tour de qualification                     |
|                                         | Relégation en deuxième division                                           |
|                                         | Barrage de relégation en deuxième division                                |
|                                         | T : Tenant du titre P : Promu CL : Vainqueur de la Coupe de la Ligue 2010 |

### Résultats

#### 1repartiede saison
| Résultats (▼dom., ►ext.)                                   | Boh | Bra | Dro | Dun | Gal | Sha | Sli | SF  | StP | UCD |
| Bohemian FC                                                |     | 2-0 | 1-0 | 3-0 | 2-3 | 0-0 | 0-0 | 1-0 | 1-1 | 1-0 |
| Bray Wanderers                                             | 0-2 |     | 2-2 | 0-1 | 0-2 | 0-0 | 2-3 | 1-3 | 0-4 | 0-6 |
| Drogheda United                                            | 2-4 | 0-0 |     | 1-3 | 0-1 | 0-2 | 2-2 | 1-1 | 2-1 | 0-3 |
| Dundalk FC                                                 | 1-0 | 2-3 | 2-2 |     | 0-0 | 2-1 | 1-0 | 1-2 | 0-0 | 3-0 |
| Galway United                                              | 2-2 | 2-1 | 3-1 | 0-1 |     | 0-1 | 0-0 | 2-2 | 0-2 | 2-2 |
| Shamrock Rovers                                            | 1-0 | 1-0 | 1-1 | 0-2 | 2-0 |     | 1-1 | 1-1 | 0-2 | 0-0 |
| Sligo Rovers                                               | 1-2 | 5-1 | 6-0 | 2-2 | 1-0 | 1-1 |     | 0-1 | 0-0 | 2-1 |
| Sporting Fingal FC                                         | 0-2 | 1-0 | 4-1 | 2-1 | 2-0 | 1-1 | 1-1 |     | 2-3 | 1-2 |
| St. Patrick's Athletic FC                                  | 3-1 | 3-0 | 0-1 | 1-0 | 2-0 | 1-2 | 1-0 | 0-0 |     | 3-0 |
| UC Dublin                                                  | 1-2 | 1-0 | 2-0 | 3-1 | 0-0 | 1-2 | 0-2 | 0-0 | 1-0 |     |
| - Victoire à domicile - Match nul - Victoire à l'extérieur |     |     |     |     |     |     |     |     |     |     |

#### 2epartiede saison
| Résultats (▼dom., ►ext.)                                   | Boh | Bra | Dro | Dun | Gal | Sha | Sli | SF  | StP | UCD |
| Bohemian FC                                                |     | 0-0 | 2-0 | 3-1 | 0-2 | 1-0 | 2-0 | 1-1 | 1-1 | 3-1 |
| Bray Wanderers                                             | 0-3 |     | 1-1 | 2-0 | 4-0 | 2-2 | 1-3 | 0-3 | 3-2 | 2-2 |
| Drogheda United                                            | 0-1 | 0-2 |     | 1-3 | 3-3 | 0-2 | 2-3 | 0-4 | 0-3 | 1-0 |
| Dundalk FC                                                 | 1-2 | 0-2 | 2-1 |     | 3-0 | 5-1 | 2-4 | 0-2 | 0-3 | 1-1 |
| Galway United                                              | 3-2 | 2-2 | 2-1 | 1-1 |     | 0-1 | 2-2 | 0-1 | 1-1 | 1-4 |
| Shamrock Rovers                                            | 3-0 | 4-1 | 2-0 | 4-0 | 3-0 |     | 1-0 | 1-2 | 2-1 | 4-1 |
| Sligo Rovers                                               | 1-1 | 2-1 | 2-1 | 1-0 | 3-0 | 1-2 |     | 4-3 | 1-0 | 4-0 |
| Sporting Fingal FC                                         | 0-0 | 2-2 | 1-2 | 1-0 | 3-1 | 3-3 | 1-1 |     | 2-2 | 4-1 |
| St. Patrick's Athletic FC                                  | 0-1 | 2-0 | 2-0 | 1-2 | 4-2 | 1-3 | 0-0 | 1-1 |     | 2-1 |
| UC Dublin                                                  | 0-2 | 4-0 | 1-1 | 0-2 | 0-1 | 3-2 | 1-2 | 1-2 | 3-2 |     |
| - Victoire à domicile - Match nul - Victoire à l'extérieur |     |     |     |     |     |     |     |     |     |     |

### Matchs de barrage
Les barrages opposent le huitième au neuvième du classement général. Le vainqueur se maintient en Premier Division. Le perdant est opposé au vainqueur du barrage d'accession de First Division. Le vainqueur de ce dernier match jouera la saison suivante en Premier Division.
Demi-finale
| 2 novembre 2010 | Galway United                           | 1-0   | Bray Wanderers    | Terryland Park, Galway                         |                                                |
| 19:45           | Karl Sheppard 16e · Derek O'Brien 90+2e | (1-0) | Adam Mitchell 82e | Spectateurs : 1 432 Arbitrage : Damien Hancock | Spectateurs : 1 432 Arbitrage : Damien Hancock |
| 19:45           | Rapport                                 |       |                   | Spectateurs : 1 432 Arbitrage : Damien Hancock | Spectateurs : 1 432 Arbitrage : Damien Hancock |

Finale
| Finale aller          | Monaghan United | 0-0   | Bray Wanderers | Gortakeegan, Monaghan      |                            |
| 5 novembre 2010 19:45 |                 | (0-0) | Matt Gregg 89e | Arbitrage : Damien Hancock | Arbitrage : Damien Hancock |
| 5 novembre 2010 19:45 | Rapport         |       |                | Arbitrage : Damien Hancock | Arbitrage : Damien Hancock |

| Finale retour         | Bray Wanderers | 1-1 a.p.              | Monaghan United | Carlisle Grounds, Bray    |                           |
| 8 novembre 2010 19:45 | Jake Kelly 120+2e                                                                                                  | (0-0, 0-0, 0-0)       | Chris Shields 118e (csc) | Arbitrage : Declan Hanney | Arbitrage : Declan Hanney |
| 8 novembre 2010 19:45 | Rapport |                       | | Arbitrage : Declan Hanney | Arbitrage : Declan Hanney |
| 8 novembre 2010 19:45 | Gary Dempsey · Jake Kelly · Gary Shaw · Dane Massey · Danny O'Connor · Daire Doyle · Shane O'Neill · Chris Shields | Tirs au but 7 tab à 6 | Karl Bermingham · Philip Hughes · Brian Gartland · Barry Clancy · Alan Byrne · Dom Tierney · Stephen McCrossan · Paul Whelan | Arbitrage : Declan Hanney | Arbitrage : Declan Hanney |

Bray Wanderers remporte le barrage et reste en Premier Division.

### Classement des buteurs
Source : Airtricity League Stats Centre
| Rang | Joueur             | Équipe                 | Buts |
| ---- | ------------------ | ---------------------- | ---- |
| 1    | Gary Twigg         | Shamrock Rovers        | 20   |
| 2    | Pádraig Amond      | Sligo Rovers           | 17   |
| 3    | Ciarán Kilduff     | UCD                    | 15   |
| 4    | Jake Kelly         | Bray Wanderers         | 14   |
| 5    | Jason Byrne        | Bohemian FC            | 12   |
| 5    | Fahrudin Kuduzović | Dundalk FC             | 12   |
| 7    | Gary O'Neill       | Sporting Fingal FC     | 11   |
| 8    | Paddy Madden       | Bohemian FC            | 10   |
| 9    | Stephen O'Donnell  | Galway United          | 8    |
| 9    | Karl Sheppard      | Galway United          | 8    |
| 9    | Vinny Faherty      | St. Patrick's Athletic | 8    |
| 9    | Thomas Stewart     | Shamrock Rovers        | 8    |
| 9    | Ronan Finn         | Sporting Fingal        | 8    |
| 9    | Éamon Zayed        | Sporting Fingal        | 8    |
| 9    | David McMillan     | UCD                    | 8    |

## First Division
| Rang | Équipe                  | Pts | J  | G  | N  | P  | Bp | Bc | Diff |
| ---- | ----------------------- | --- | -- | -- | -- | -- | -- | -- | ---- |
| 1    | Derry City FC R         | 69  | 33 | 20 | 9  | 4  | 65 | 24 | +41  |
| 2    | Waterford United        | 66  | 33 | 20 | 6  | 7  | 59 | 27 | +32  |
| 3    | Monaghan United         | 62  | 33 | 18 | 8  | 7  | 59 | 29 | +30  |
| 4    | Shelbourne FC           | 61  | 33 | 18 | 7  | 8  | 57 | 31 | +26  |
| 5    | Limerick FC             | 57  | 33 | 17 | 6  | 10 | 55 | 35 | +20  |
| 6    | Cork City FORAS Co-op R | 52  | 33 | 15 | 7  | 11 | 39 | 31 | +8   |
| 7    | Wexford Youths          | 42  | 33 | 12 | 6  | 15 | 42 | 54 | -12  |
| 8    | Finn Harps              | 40  | 33 | 10 | 10 | 13 | 37 | 43 | -6   |
| 9    | Longford Town           | 35  | 33 | 9  | 8  | 16 | 39 | 53 | -14  |
| 10   | Athlone Town            | 31  | 33 | 6  | 13 | 14 | 35 | 50 | -15  |
| 11   | Mervue United           | 19  | 33 | 5  | 4  | 24 | 34 | 84 | -50  |
| 12   | Salthill Devon N        | 15  | 33 | 3  | 6  | 24 | 26 | 86 | -60  |

| Légende : Qualifications et relégations | Légende : Qualifications et relégations           |
| --------------------------------------- | ------------------------------------------------- |
|                                         | Monte en Premier Division                         |
|                                         | Barrages pour l'accession en Premier Division     |
|                                         | Barrage de relégation en A Championship           |
|                                         | R : Reléguée de Premier Division N : Nouveau club |

### Résultats

#### 1repartiede saison
| Résultats (▼dom., ►ext.)                                   | Ath | Cor | Der | F.H. | Lim | Lon | Mer | Mon | Sal  | UCD | Wat | Wex |
| Athlone Town Football Club                                 |     | 1-1 | 1-3 | 0-1  | 1-3 | 2-0 | 1-0 | 4-4 | 2-2  | 0-0 | 1-1 | 1-1 |
| Cork City FORAS Co-op                                      | 0-1 |     | 1-1 | 2-1  | 1-2 | 1-0 | 4-2 | 0-1 | 1-0  | 0-1 | 0-2 | 1-0 |
| Derry City Football Club                                   | 1-0 | 1-1 |     | 2-0  | 0-0 | 0-0 | 4-1 | 2-3 | 1-0  | 1-0 | 2-0 | 3-1 |
| Finn Harps Football Club                                   | 0-0 | 0-0 | 1-1 |      | 0-3 | 2-0 | 2-3 | 0-0 | 2-0  | 1-1 | 1-1 | 2-1 |
| Limerick Football Club                                     | 3-2 | 1-3 | 0-1 | 2-1  |     | 2-0 | 2-0 | 1-1 | 5-0  | 1-0 | 0-0 | 2-0 |
| Longford Town Football Club                                | 2-1 | 1-1 | 1-3 | 3-2  | 1-0 |     | 2-1 | 0-3 | 2-2  | 3-5 | 2-1 | 0-1 |
| Mervue United Football Club                                | 1-0 | 2-4 | 1-2 | 1-3  | 1-1 | 4-3 |     | 1-1 | 2-2  | 0-1 | 2-3 | 0-1 |
| Monaghan United Football Club                              | 0-0 | 1-0 | 0-1 | 0-1  | 2-1 | 2-2 | 4-0 |     | 3-0  | 0-2 | 1-0 | 4-2 |
| Salthill Devon Football Club                               | 0-1 | 1-3 | 0-7 | 0-1  | 2-3 | 0-3 | 2-0 | 1-6 |      | 0-2 | 0-1 | 0-0 |
| Shelbourne Football Club                                   | 6-3 | 1-1 | 1-2 | 1-0  | 0-4 | 1-1 | 4-0 | 1-1 | 3-0  |     | 0-1 | 1-2 |
| Waterford United Football Club                             | 0-0 | 1-1 | 1-0 | 2-0  | 2-1 | 2-0 | 3-0 | 1-2 | 8-0  | 0-3 |     | 3-0 |
| Wexford Youths Football Club                               | 2-1 | 0-2 | 1-5 | 3-0  | 5-3 | 1-2 | 3-2 | 0-1 | 0-3* | 1-1 | 1-0 |     |
| - Victoire à domicile - Match nul - Victoire à l'extérieur |     |     |     |      |     |     |     |     |      |     |     |     |

- Le score original était de 1-0 pour le Wexford Youths Football Club, il a été transformé en 0-3, du fait de la présence dans leur équipe d'un joueur non-qualifié.

#### 2epartiede saison
À noter que les équipes ne s'affrontent qu'une seule fois.
| Résultats (▼dom., ►ext.)                                   | Ath | Cor | Der | F.H. | Lim | Lon | Mer | Mon | Sal | UCD | Wat | Wex |
| Athlone Town Football Club                                 |     | 0-1 |     |      | 1-5 | 0-0 | 1-0 |     |     | 0-2 |     |     |
| Cork City FORAS Co-op                                      |     |     |     |      |     | 1-0 | 2-1 | 1-0 | 1-2 |     | 0-1 |     |
| Derry City Football Club                                   | 2-2 | 0-1 |     | 2-2  |     |     | 6-0 |     |     | 3-0 |     |     |
| Finn Harps Football Club                                   | 2-2 | 1-0 |     |      | 1-1 |     | 4-0 |     | 3-2 |     |     | 1-1 |
| Limerick Football Club                                     |     | 1-3 | 0-1 |      |     | 3-1 |     |     |     | 0-1 |     | 1-0 |
| Longford Town Football Club                                |     |     | 1-1 | 1-0  |     |     | 2-2 |     |     | 1-2 | 0-2 | 1-2 |
| Mervue United Football Club                                |     |     |     |      | 0-1 |     |     | 2-1 | 2-1 |     | 1-6 | 2-5 |
| Monaghan United Football Club                              | 2-0 |     | 0-1 | 2-0  | 0-0 | 2-0 |     |     |     |     | 4-2 |     |
| Salthill Devon Football Club                               | 1-1 |     | 1-5 |      | 1-3 | 1-4 |     | 0-3 |     |     | 1-1 |     |
| Shelbourne Football Club                                   |     | 2-0 |     | 3-1  |     |     | 3-0 | 2-1 | 5-0 |     | 1-2 |     |
| Waterford United Football Club                             | 3-2 |     | 2-0 | 3-1  | 3-0 |     |     |     |     |     |     | 1-0 |
| Wexford Youths Football Club                               | 1-3 | 2-1 | 1-1 |      |     |     |     | 1-4 | 2-1 | 1-1 |     |     |
| - Victoire à domicile - Match nul - Victoire à l'extérieur |     |     |     |      |     |     |     |     |     |     |     |     |

### Matchs de barrage
Le match de barrage en vue de la montée en Premier division oppose les équipes classées deuxième et troisième de la First Division. Le vainqueur de cet affrontement sera opposé au perdant du match de barrage entre les huitième et neuvième de Premier Division.
| 2 novembre 2010 | Waterford United | 1-3   | Monaghan United                        | RSC, Waterford                                  |                                                 |
| 19:45           | Liam Kearney 65e | (0-1) | Aidan Lynch 28e, Philip Hughes 58e 85e | Spectateurs : 1 462 Arbitrage : Paul McLoughlin | Spectateurs : 1 462 Arbitrage : Paul McLoughlin |
| 19:45           | Rapport          |       |                                        | Spectateurs : 1 462 Arbitrage : Paul McLoughlin | Spectateurs : 1 462 Arbitrage : Paul McLoughlin |

### Classement des buteurs
Classement mis à jour le 30 octobre 2010.
| Rang | Joueur            | Équipe                | Buts |
| ---- | ----------------- | --------------------- | ---- |
| 1    | Graham Cummins    | Cork City FORAS Co-op | 18   |
| 1    | Mark Farren       | Derry City            | 18   |
| 1    | Willie John Kiely | Waterford United      | 18   |
| 4    | Philip Hughes     | Monaghan United       | 14   |
| 5    | Patrick McEleney  | Derry City            | 12   |
| 5    | Kevin McHugh      | Finn Harps            | 12   |
| 7    | Daniel Corcoran   | Shelbourne            | 11   |
| 7    | Vinny Sullivan    | Waterford United      | 11   |
| 9    | Austin Skelly     | Athlone Town          | 10   |
| 9    | Karl Bermingham   | Monaghan United       | 10   |

## A Championship

### Organisation
Le A championship est une division nationale de développement. On y retrouve deux sortes d'équipes : des équipes qui postulent à devenir professionnelles (elles sont au nombre de 5 : Cobh Ramblers FC, Castlebar Celtic, FC Carlow, Tralee Dynamos et Tullamore Town) et les équipes réserves (dites équipes "A") des équipes participant au championnat professionnel, 10 réserves d’équipes participant à la Premier Division et 3 à la First Division.
Le A Championship 2010 se compose de 18 équipes réparties en deux groupes de 9 équipes avec une répartition géographique nord/sud.
Le système de points propose 3 points pour une victoire, 1 point pour un match nul et 0 point pour une défaite. Les équipes sont classées en fonction du nombre de points accumulé dans la compétition. Pour les départager en cas d'ex-æquo, on prend dans un premier temps la différence de but générale, puis le nombre de buts marqués.
Les deux équipes terminant en tête de leur groupe se rencontrent dans une finale attribuant le titre de champion du A Championship.
Seules les 5 équipes non issues d’une équipe professionnelle peuvent prétendre à l’accession en First Division, à la condition première qu’elles terminent à une des trois premières places de chaque groupe. L'accession à la First Division se fait au terme d’un match de barrage contre le dernier de First Division.

### Classement
Les équipes pouvant se qualifier pour la montée en First Division sont surlignées en vert foncé.
| Rang | Équipe            | Pts | J  | G  | N | P | Bp | Bc | Diff |
| ---- | ----------------- | --- | -- | -- | - | - | -- | -- | ---- |
| 1    | Bohemian FC A     | 37  | 16 | 12 | 1 | 3 | 40 | 14 | +26  |
| 2    | Sporting Fingal A | 36  | 16 | 11 | 3 | 2 | 39 | 20 | +19  |
| 3    | Dundalk FC A      | 26  | 16 | 8  | 2 | 6 | 34 | 31 | +3   |
| 4    | Sligo Rovers A    | 22  | 16 | 7  | 1 | 8 | 26 | 28 | -2   |
| 5    | Finn Harps A      | 20  | 16 | 6  | 2 | 8 | 24 | 31 | -7   |
| 6    | Shelbourne A      | 20  | 16 | 6  | 2 | 8 | 19 | 32 | -13  |
| 7    | Castlebar Celtic  | 16  | 16 | 4  | 4 | 8 | 30 | 35 | -5   |
| 8    | Tullamore Town    | 15  | 16 | 4  | 3 | 9 | 18 | 33 | -15  |
| 9    | Drogheda united A | 13  | 16 | 3  | 4 | 9 | 24 | 30 | -6   |

| Rang | Équipe                  | Pts | J  | G  | N | P  | Bp | Bc | Diff |
| ---- | ----------------------- | --- | -- | -- | - | -- | -- | -- | ---- |
| 1    | UC Dublin A             | 39  | 16 | 12 | 3 | 1  | 47 | 6  | +41  |
| 2    | Cobh Ramblers FC        | 29  | 16 | 9  | 2 | 5  | 27 | 19 | +8   |
| 3    | St Patrick's Athletic A | 26  | 16 | 8  | 2 | 6  | 25 | 21 | +4   |
| 4    | Shamrock Rovers A       | 25  | 16 | 7  | 4 | 5  | 31 | 17 | +14  |
| 5    | FC Carlow               | 25  | 16 | 7  | 4 | 5  | 25 | 20 | +5   |
| 6    | Limerick A              | 21  | 16 | 6  | 3 | 7  | 16 | 20 | -4   |
| 7    | Tralee Dynamos          | 18  | 16 | 5  | 3 | 8  | 19 | 34 | -15  |
| 8    | Bray Wanderers A        | 17  | 16 | 5  | 2 | 9  | 15 | 30 | -15  |
| 9    | Galway United A         | 4   | 16 | 1  | 1 | 14 | 10 | 48 | -38  |

Notes: 
 Groupe 1 
Le match Dundalk A - Sligo Rovers A est gagné 3-0 par Dundalk A, pour non présentation d'équipe de Dundalk A.

Le match Shelbourne A - Sligo Rovers A est gagné 3-0 par Sligo Rovers A, car Shelbourne n'avait pas assez de joueurs.

Le match Drogheda United A - Castlebar Celtic ne s'est pas joué. Il a été attribué pour ce match un 0-0.
 
 Groupe 2 
Le match Galway United A - FC Carlow gagné 2-1 par Galway est transformé en 3-0 pour le FC Carlow, pour cause de joueur non-éligible.
Bray Wanderers A perd les matchs au FC Carlow, au Limerick A et face à l'University College Dublin A 3-0, à chaque fois pour cause de manque de joueurs.

### Finale
Les premiers de chaque poule se rencontrent pour déterminer le vainqueur du A Championship.
| 1er novembre 2010 | UC Dublin A            | 2-1   | Bohemian FC A    | UCD Bowl, Belfield, Dublin |                        |
| 19:45             | Graham Rusk 1re, 90+4e | (1-0) | Paddy Madden 70e | Arbitrage : Rhona Daly     | Arbitrage : Rhona Daly |
| 19:45             | Rapport                |       |                  | Arbitrage : Rhona Daly     | Arbitrage : Rhona Daly |

UC Dublin A remporte pour la première fois le A Championship.

### Barrage
Cobh Ramblers FC ayant fini dans les 3 premiers de sa poule, ce club disputera un barrage face au dernier de First Division.
| 2 novembre 2010 | Cobh Ramblers FC | 0-1   | Salthill Devon    | St. Colman's Park, Cobh  |                          |
| 19:45           |                  | (0-1) | Mikey Gilmore 35e | Arbitrage : Graham Kelly | Arbitrage : Graham Kelly |
| 19:45           | Rapport          |       |                   | Arbitrage : Graham Kelly | Arbitrage : Graham Kelly |

| 6 novembre 2010 | Salthill Devon                     | 2-1   | Cobh Ramblers FC | Drom Clubhouse, Salthill |                      |
| 19:45           | Rob Porter 7e · Ciprian Straut 90e | (1-0) | Jamie Murphy 55e | Arbitrage : J.Grimes     | Arbitrage : J.Grimes |
| 19:45           | Rapport                            |       |                  | Arbitrage : J.Grimes     | Arbitrage : J.Grimes |

Salthill Devon conserve sa place en First Division.

## Bilan de la saison
| Championnat d'Irlande de football 2010     |                                           |
| Champion                                   | Shamrock Rovers Football Club (16e titre) |
| Coupes et trophées                         |                                           |
| Vainqueur Coupe de la Ligue d'Irlande 2010 | Sligo Rovers                              |
| Qualifications continentales               |                                           |
| Ligue des champions 2011-2012              | Shamrock Rovers                           |
| Ligue Europa 2011-2012                     | Bohemian FC                               |
| Ligue Europa 2011-2012                     | Sligo Rovers                              |
| Ligue Europa 2011-2012                     | Sporting Fingal                           |
| Promotions et relégations                  |                                           |
| Promus en Premier Division                 | Derry City Football Club                  |
| Relégués en First Division                 | Drogheda United Football Club             |